# Enrico Pisano
Enrico Pisano (zm. 1166) – włoski kardynał, cysters.
Pochodził z Pizy. W 1148 roku uczestniczył w synodzie w Reims jako subdiakon Świętego Kościoła Rzymskiego. Następnie został mnichem w Clairvaux, a potem opatem cysterskiego klasztoru S. Anastasio alle Tre Fontane koło Rzymu. W 1152 roku papież Eugeniusz III, który sam przed wyborem był opatem tego klasztoru, mianował go kardynałem prezbiterem SS. Nereo ed Achilleo. W czasie podwójnej elekcji papieskiej w 1159 stanął po stronie prawowitego papieża Aleksandra III. Podpisywał bulle papieskie między 26 marca 1152 a 8 kwietnia 1166. Wielokrotnie służył jako legat papieski m.in. w Anglii, Francji, na Sycylii i w Niemczech.